# Municipio Tonalá (Chiapas)
Koordinaten: 16° 6′ N, 93° 45′ W
Tonalá ist ein Municipio im mexikanischen Bundesstaat Chiapas. Das Municipio hat 84.594 Einwohner und eine Fläche von 1858,9 km². Verwaltungssitz und größter der mehr als 500 Orte im Municipio ist das gleichnamige Tonalá.
Der Name Tonalá kommt aus dem Nahuatl und bedeutet „heißer Ort“.
Im Municipio befinden sich zwei Naturschutzgebiete, nämlich Playa de Puerto Arista sowie Teile des Biosphärenreservats La Sepultura.

## Geographie
Das Municipio Tonalá liegt im Südwesten des mexikanischen Bundesstaats Chiapas zwischen Meereshöhe und 2500 m. Es zählt zur Gänze zur physiographischen Provinz der Cordillera Centroamericana und liegt zu über 99 % in der hydrologischen Region Costa de Chiapas sowie zu 0,64 % in der Region Grijalva-Usumacinta. Die Geologie des Municipios wird zu 30 % von Alluvionen bestimmt bei 27 % Granit und 12 % Granodiorit; vorherrschende Bodentypen sind der Leptosol (22 %), Regosol (21 %), Cambisol (16 %) und Luvisol (8 %). Knapp 40 % der Gemeindefläche dienen als Weideland, 29 % sind bewaldet, 7 % werden von Mangroven eingenommen, 6 % werden ackerbaulich genutzt.
Das Municipio Tonalá grenzt an die Municipios Villa Corzo, Arriaga, Villaflores und Pijijiapan sowie an den Bundesstaat Oaxaca und den Pazifik.

## Bevölkerung
Beim Zensus 2010 wurden im Municipio 84.594 Menschen in  21.788 Wohneinheiten gezählt. Davon wurden 284 Personen als Sprecher einer indigenen Sprache registriert, darunter 108 Sprecher des Zapotekischen. Gut 12 Prozent der Bevölkerung waren Analphabeten. 31.296 Einwohner wurden als Erwerbspersonen registriert, wovon knapp 74 % Männer bzw. 3 % arbeitslos waren. 26 % der Bevölkerung lebten in extremer Armut.

## Orte
Das Municipio Tonalá umfasst 579 bewohnte localidades, von denen der Hauptort sowie Paredón, Tres Picos und Cabeza de Toro vom INEGI als urban klassifiziert sind. Zehn Orte wiesen beim Zensus 2010 eine Einwohnerzahl von über 1000 auf, 505 Orte hatten weniger als 100 Einwohner. Die größten Orte sind:
| Ort                                   | Einwohner |
| Tonalá                                | 35.322    |
| Paredón                               | 06.126    |
| Tres Picos                            | 04.403    |
| Cabeza de Toro                        | 03.413    |
| Manuel Ávila Camacho (Ponte Duro)     | 01.778    |
| Ignacio Ramírez                       | 01.689    |
| Huizachal                             | 01.421    |
| Doctor Belisario Domínguez (La Barra) | 01.043    |
| San Luqueño                           | 01.016    |
| Morelos (Mojarras)                    | 01.010    |
| Pueblo Nuevo (San Cayetano)           | 00.983    |
| La Polka                              | 00.965    |
| Puerto Arista                         | 00.944    |